# 1983 في الهند
فيما يلي قوائم الأحداث التي وقعت خلال عام 1983 في الهند.

## سياسة

### انتهاء فترة المنصب
- 15 أغسطس – ك. س. إبراهام governor of Andhra Pradesh ‏.

## مواليد

### يناير
- 8 يناير – تارون كومار ممثل هندي.
- 8 يناير – رانجان غوش مخرج أفلام هندي.
- 9 يناير – شاراد مالهوترا ممثل هندي.
- 10 يناير – كالكي كويتشلن ممثلة هندية.
- 21 يناير – برانكو كاردوزو لاعب كرة قدم هندي.

### فبراير
- 3 فبراير – سيلامباراسان
- 11 فبراير – ميمي شاكرابارتي
- 17 فبراير – أرينوداي سينج ممثل هندي.
- 23 فبراير – ساي كارثيك ملحن هندي.
- 25 فبراير – دانوش

### مارس
- 30 مارس – نيثيين ممثل هندي.

### أبريل
- 5 أبريل – شيخا أوبيروا لاعبة كرة مضرب هندية.
- 23 أبريل – فيكرام سينغ
- 27 أبريل – تارون شاندرا ممثل هندي.

### مايو
- 4 مايو – تريشا كريشنان ممثلة هندية.
- 13 مايو – ديفيندو شارما ممثل هندي.
- 20 مايو – مانشو مانوج ممثل هندي.
- 21 مايو – مانو سينغ
- 25 مايو – كونال خومو ممثل هندي.
- 29 مايو – أناند تيواري ممثل هندي.
- 29 مايو – شيفاجي دوتا

### يونيو
- 3 يونيو – سيد محمد لاعب كركيت هندي.

### يوليو
- 5 يوليو – ساثي غيثا
- 8 يوليو – ميرا شوبرا ممثلة هندية.
- 12 يوليو – مناف باتيل لاعب كركيت هندي.
- 16 يوليو – لينا جوماني
- 20 يوليو – أشوك كومار لاعب غولف هندي.

### أغسطس
- 1 أغسطس – بوبي
- 13 أغسطس – سانديبان تشاندا لاعب شطرنج هندي.
- 14 أغسطس – سندهي شاوهان مغنية هندية.
- 19 أغسطس – سوني واين ممثل هندي.
- 20 أغسطس – أمريتا بوري ممثلة هندية.
- 23 أغسطس – جوهر خان ممثلة هندية.
- 24 أغسطس – أديتي شارما ممثلة هندية.
- 28 أغسطس – تانيا لويز لاعبة كرة ريشة أسترالية.

### سبتمبر
- 17 سبتمبر – سنايا إيراني ممثلة هندية.
- 21 سبتمبر – آتلي كومار

### أكتوبر
- 7 أكتوبر – بوجا غاندي ممثلة هندية.
- 9 أكتوبر – بونام كور ممثلة هندية.
- 11 أكتوبر – نيفن بولي ممثل هندي.
- 16 أكتوبر – راهول بانيرجي ممثل هندي.
- 21 أكتوبر – نيل روي

### نوفمبر
- 9 نوفمبر – مانغال سينغ تشامبيا نبّال هندي.
- 23 نوفمبر – كاران باتل ممثل هندي.
- 28 نوفمبر – يامي غوتام ممثلة هندية.
- 30 نوفمبر – بريانكا كوتاري ممثلة هندية.

### ديسمبر
- 19 ديسمبر – أنكيتا لوخاندي ممثلة هندية و بطلة مسلسل «رباط الحب».
- 21 ديسمبر – كريشما تانا ممثلة هندية.
- 25 ديسمبر – ستيفن دياز لاعب كرة قدم هندي.

## وفيات

### يناير
- 27 يناير – كانو بانيرجي (مواليد 1905) ممثل هندي.

### فبراير
- 7 فبراير – رجا بابو (مواليد 1937) ممثل هندي.

### أبريل
- 9 أبريل – روبي مايرز (مواليد 1907) ممثلة هندية.
- 15 أبريل – إدموند توماس كلينت (مواليد 1976) فنان هندي.

### مايو
- 7 مايو – جون ماسترز (مواليد 1914)
- 24 مايو – محمد زكريا الكاندهلوي (مواليد 1898)

### يونيو
- 30 يونيو – نور محمد تشارلي (مواليد 1911) ممثل باكستاني.

### يوليو
- 17 يوليو – قاري محمد طيب (مواليد 1897)